# Zimbru, Arad
Zimbru este un sat în comuna Gurahonț din județul Arad, Crișana, România.
Satul Zimbru este situat în Munții Zărandului, la aproximativ 114 km nord-est de municipiul Arad. Este menționat pentru prima dată în documentele istorice între 1553 și 1561, sub denumirea maghiară de Zombród sau Zombró. De-a lungul timpului, Zimbru a aparținut unor familii nobiliare importante, printre care se numără Osman Pașa, Losonczy, Bogdanovics și Zselénszky.
Zimbru s-a remarcat de-a lungul istoriei sale prin exploatarea resurselor naturale, în special prin minerit și prelucrarea lemnului. Există dovezi care sugerează că exploatarea minieră din zonă datează încă din perioada romană. La Zimbru, Kisindia și Voszdóc s-au găsit indicii ale unor posibile exploatări miniere romane. Se crede că romanii ar fi extras aur la Voszdóc și cupru la Zimbru, unde s-a descoperit o lampă romană într-o mină de cupru.
Din secolul al XVIII-lea, documentele istorice menționează existența unor mine de fier în zona Zimbru. Familia Ioșa deținea o mină în apropiere de Zimbru, în localitățile Moneasa, Dezna Veche și Rănușa, din care se extrăgeau lunar 200 de măji de fier. În anul 1783, Institoris György a solicitat permisiunea de a prospecta la "Săcătura de la Zimbru". Din 1821, mina de fier a lui Bogdanovics Dávid din Zimbru a devenit activă, producând 18 chintale de fier. Pe parcursul secolului al XIX-lea, numeroase persoane au solicitat permisiuni de exploatare pentru diverse minereuri în zona Zimbru, inclusiv aur, argint, cupru și fier.  Documentele menționează și exploatarea manganului la Zimbru în secolul al XIX-lea.
Pe lângă bogățiile subsolului, pădurile din jurul Zimbru au reprezentat o resursă importantă, contribuind la dezvoltarea industriei lemnului în zonă.  La sfârșitul secolului al XIX-lea, Joseph Liebscher, un antreprenor din Viena, a achiziționat domeniul Zimbru și a construit o cale ferată forestieră cu ecartament îngust (72 cm). Această cale ferată lega Zimbru de Gurahonț, de unde lemnul era expediat către Arad, Szeged, Bekescsaba etc.. La Zimbru exista o fabrică de cherestea și parchet. Din păcate, exploatarea necorespunzătoare a pădurii a dus la falimentul afacerii lui Liebscher. În 1894, domeniul Zimbru, inclusiv calea ferată, a fost achiziționat de contele Zselénszky Róbert. Contele Zselénszky a reconstruit calea ferată în jurul anului 1908 și a construit un pod din beton armat peste Crișul Alb.
Documentul "De pe linia ferată forestieră Gurahonț-Zimbru", scris de pădurarul Lajos Basa și publicat în revista "Erdeszeti lapok" (Revista de silvicultură) în 1898, prezintă o analiză detaliată a căii ferate forestiere construite la sfârșitul secolului al XIX-lea între Gurahonț și Zimbru, în județul Arad.
Contextul economic și necesitatea căii ferate forestiere:
Basa începe prin a explica contextul economic care a dus la necesitatea construirii căii ferate. Extinderea căii ferate principale până la Gurahonț a stimulat exploatarea forestieră în partea estică a comitatului Arad, dar transportul lemnului pe distanțe mari s-a dovedit problematic. Transportatorii rutieri profitau de cererea mare și impuneau tarife exorbitante, iar resursele de transport erau insuficiente, mai ales în lunile de vară. Transportul pe apă nu era o opțiune viabilă din cauza debitului redus al râurilor din zonă. Ca urmare, calea ferată forestieră a apărut ca singura soluție viabilă pentru transportul eficient al lemnului.
Descrierea căii ferate și a infrastructurii:
Calea ferată forestieră Gurahonț-Zimbru avea o lungime totală de 18,6 km, din care 8,9 km între Gurahonț și Zimbru și 9,7 km de la Zimbru spre nord, în interiorul masivului forestier. La Zimbru a fost construită stația centrală, cu depou de locomotive, ateliere de reparații, magazie, atelier de fierărie și dulgherie. Ecartamentul căii ferate era de 72 cm, iar șinele erau din oțel, cu o greutate de 6 kg pe metru liniar.  Locomotivele cu abur au fost considerate mai economice pentru transport, având în vedere lungimea și panta căii ferate. Vagoanele erau fabricate manual, iar sistemul de frânare era conceput pentru a asigura controlul mișcării pe pantele abrupte.
Costurile de construcție și exploatare:
Basa prezintă detaliat costurile de construcție a căii ferate, a infrastructurii și a echipamentelor, inclusiv locomotivele și vagoanele. De asemenea, el detaliază cheltuielile anuale de operare, care includeau rambursarea capitalului investit, salariile personalului, întreținerea căii ferate și a echipamentelor, combustibilul pentru locomotive etc..
Analiza rentabilității și cauzele eșecului:
Deși calea ferată forestieră a reprezentat o investiție semnificativă, Basa susține că aceasta ar fi putut fi rentabilă dacă ar fi fost gestionată corespunzător. El analizează datele financiare ale exploatării forestiere de la Zimbru și demonstrează că, cu o planificare profesională, proprietatea ar fi putut genera un venit anual considerabil, chiar și în condițiile prețurilor scăzute ale lemnului din acea perioadă. Din păcate, exploatarea nechibzuită a pădurii, lipsa unei programări riguroase a tăierilor și managementul defectuos au dus la falimentul afacerii. Basa critică dur "specialiștii" care au condus exploatarea, acuzându-i de incompetență și lipsă de viziune pe termen lung.
Comparație între tracțiunea cu abur și tracțiunea animală:
Basa analizează și costurile de exploatare în cazul utilizării tracțiunii animale în loc de locomotive cu abur. El concluzionează că, deși tracțiunea animală ar fi redus costurile de investiții inițiale, costul transportului pe metru cub de lemn de foc ar fi fost mai mare decât în cazul utilizării locomotivelor cu abur.
Aspecte practice ale traficului feroviar:
În ultima parte a documentului, Basa descrie programul de funcționare a căii ferate, viteza de deplasare, semnalele folosite, precum și calificarea și pregătirea personalului. El oferă detalii despre modul de asamblare a trenurilor, încărcarea și descărcarea vagoanelor, precum și despre dificultățile întâmpinate în exploatarea căii ferate pe pantele abrupte și în condiții meteo nefavorabile. Basa subliniază importanța frânării eficiente și a utilizării nisipului pentru a crește aderența roților pe șinele umede sau înghețate.
Concluzii:
Documentul "De pe linia ferată forestieră Gurahonț-Zimbru" oferă o imagine detaliată a exploatării forestiere și a transportului feroviar la sfârșitul secolului al XIX-lea în Munții Zărandului. Lajos Basa demonstrează că, deși calea ferată forestieră a reprezentat o soluție tehnică viabilă pentru transportul lemnului, succesul economic depindea de o gestionare competentă a pădurilor și de o planificare riguroasă a exploatării. Eșecul afacerii de la Zimbru ilustrează riscurile exploatării nechibzuite a resurselor naturale și subliniază importanța unui management forestier sustenabil.
Agricultura a jucat un rol mai modest în economia locală din cauza terenului montan. Cu toate acestea, locuitorii din Zimbru cultivau grâu, porumb și fructe, în special prune.
Obiceiul "Ciuralexa", specific satului Zimbru din județul Arad, este un ritual agrar care marchează încheierea ciclului sărbătorilor de iarnă. În ajunul Bobotezei, copiii, însoțiți de un colac ceremonial și o păpușă din lumânări, înconjoară gospodăriile satului, aducând urări de belșug și sănătate. Ritualul este însoțit de cântece și strigături specifice, iar la final copiii sunt răsplătiți cu nuci, mere și alte bunătăți.
Obiceiul "Ciuralexa" are o semnificație profundă pentru comunitatea din Zimbru, fiind legat de ciclurile agricole și de credințele populare. Prin intermediul acestui ritual, se transmit din generație în generație valori precum comunitatea, respectul pentru tradiții și speranța într-un an roditor. Cu toate acestea, ca multe alte obiceiuri tradiționale, "Ciuralexa" se confruntă cu riscul de a fi uitat, în contextul schimbărilor sociale și al modernizării.

Albitul Pânzelor
Albitul pânzelor este un obicei tradițional românesc practicat în unele sate din România, inclusiv în satul Zimbru, județul Arad. Acest obicei are loc primăvara și implică spălarea repetată a pânzei de cânepă la vale, într-un cadru festiv, cu muzică și versuri specifice.
Procesul de albit a pânzelor:
Cultivarea și prelucrarea cânepei: Țăranii din Valea Zimbrului cultivau cânepa, o recoltau, o uscau și o prelucrau pentru a obține fire. 
Femeile torceau firele de cânepă și țeseau pânză la războiul de țesut.
Albitul propriu-zis:
Primăvara, femeile din sat se adunau la vale, îmbrăcate în portul tradițional, și spălau pânza de cânepă în apă curgătoare. 
Procesul era însoțit de muzică și cântece specifice. 
Semnificația culturală:
Albitul pânzelor este un exemplu de tradiție străveche care reflectă modul de viață al țăranilor români și importanța muncii lor.
Obiceiul subliniază rolul femeilor în comunitate și priceperea lor în meșteșugurile tradiționale.
Păstrarea tradiției:
Învățătorul Teodor Oprea a contribuit la păstrarea tradițiilor locale peste 30 de ani, acesta insuflând copiilor dragostea pentru tradițiile românești și implicândui în păstrarea lor, inclusiv a obiceiului "Albitul pânzelor".
Dincolo de activitățile economice, Zimbru a fost un sat bine organizat din punct de vedere administrativ.  Documentul "Zimbro Helysegnek Urbarioma din anul 1775" pare a fi un set de regulamente sau un cod legal istoric pentru satul Zimbru. Din păcate, sursa nu oferă o dată specifică, dar menționează anul 1617, indicând o perioadă anterioară acestei date. Documentul este scris în limba maghiară și prezintă o structură complexă, împărțită în secțiuni numerotate, fiecare abordând diverse aspecte ale vieții satului.
●Statutul juridic al locuitorilor: Documentul face distincție între diverse categorii de locuitori, cum ar fi "Jobbágyok" (probabil țărani cu anumite drepturi și obligații) și "Uraság" (probabil nobilimea sau stăpânirea). Se specifică drepturile și obligațiile fiecărei categorii, inclusiv accesul la resurse, plata taxelor și impozitelor, și participarea la administrarea satului.
●Administrarea satului: "Zimbro Helysegnek Urbarioma" menționează "locuri mai bune" (Jobbágy Ház-Helynek) care par a fi centre administrative și economice. Probabil, în aceste locuri se luau decizii importante pentru comunitate, se organizau târguri sau se desfășurau activități economice.
●Utilizarea resurselor naturale: Documentul reglementează modul în care locuitorii puteau utiliza resursele naturale, cum ar fi pădurile, pășunile și apele. Se stabilesc reguli clare pentru tăierea lemnului, pășunatul animalelor și folosirea apei.
●Taxe și impozite: Documentul prezintă detaliat sistemul de taxe și impozite, specificând cine trebuia să plătească, ce sume și în ce perioadă. Se face referire la diverse tipuri de taxe, cum ar fi cele pentru terenuri, animale, recolte etc..
●Sancțiuni: "Zimbro Helysegnek Urbarioma" enumeră și sancțiunile aplicate pentru încălcarea regulamentului. Acestea variau de la amenzi la pedepse corporale sau chiar excluderea din comunitate.
Documentul "Zimbro Helysegnek Urbarioma" oferă o perspectivă fascinantă asupra organizării sociale, economice și administrative a satului Zimbru în trecut. Ar fi nevoie de o traducere completă și de o analiză detaliată a documentului pentru a înțelege pe deplin semnificația sa istorică.

La recensământul din 2002, populația satului era de 399 de locuitori, majoritatea români de religie ortodoxă. În 2021, populația a scăzut la 240 de locuitori.
În prezent, economia satului se bazează pe agricultură și exploatarea forestieră. În Zimbru s-au filmat secvențe din filmul "Pădureanca".
Printre monumentele și atracțiile turistice din Zimbru se numără:
- Cuptorul de topit fier "Jumelț": un monument industrial din categoria cuptoarelor cu creuzet, construit la mijlocul secolului al XIX-lea și funcționând până la sfârșitul aceluiași secol.[necesită citare]

De asemenea, peisajul natural din jurul satului Zimbru este deosebit de pitoresc, cu păduri, văi și dealuri.

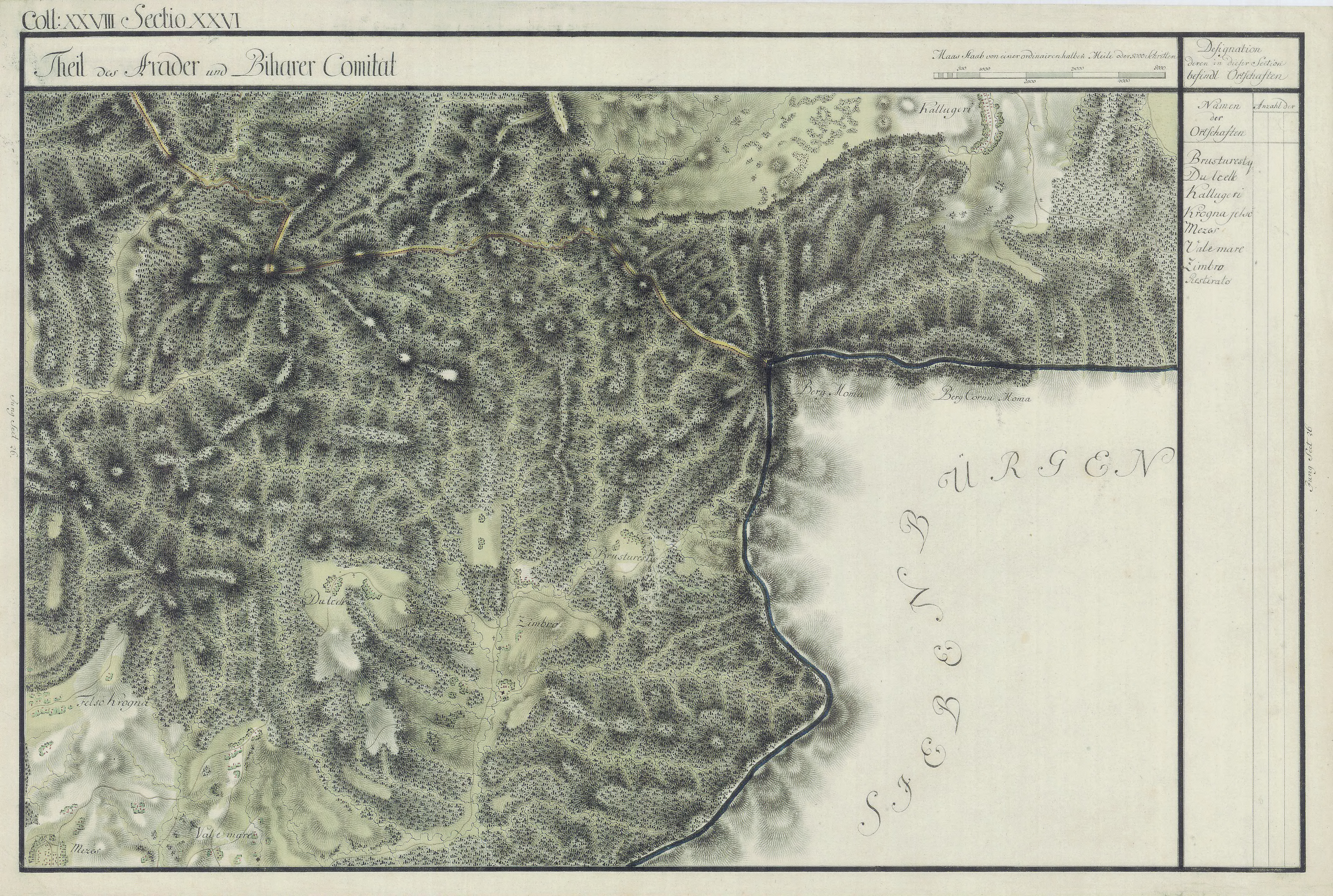
Brusturesc și Zimbru în Harta Iozefină a Comitatului Arad, 1782-85

## Galerie de imagini

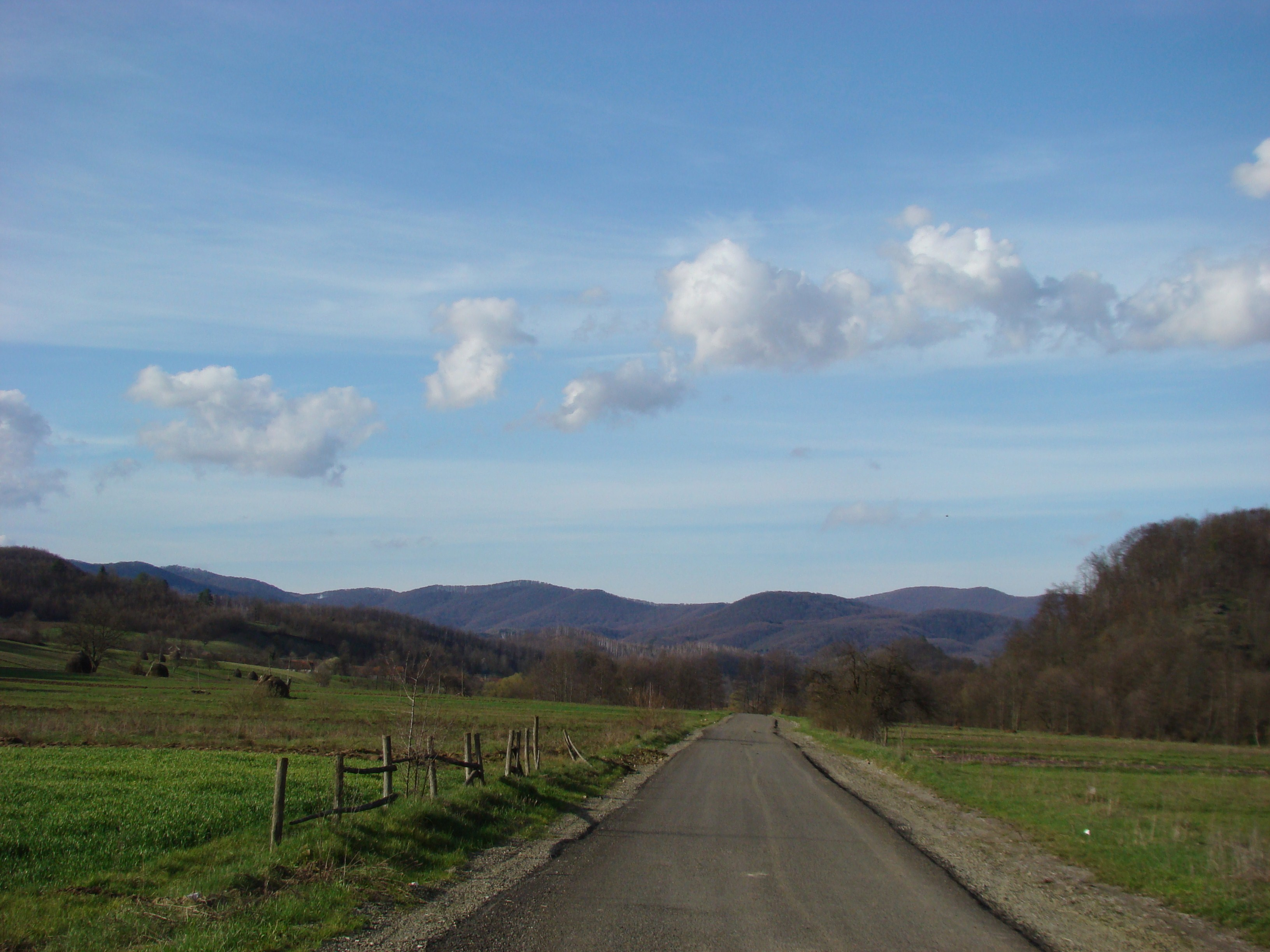
Drumul spre satul Zimbru
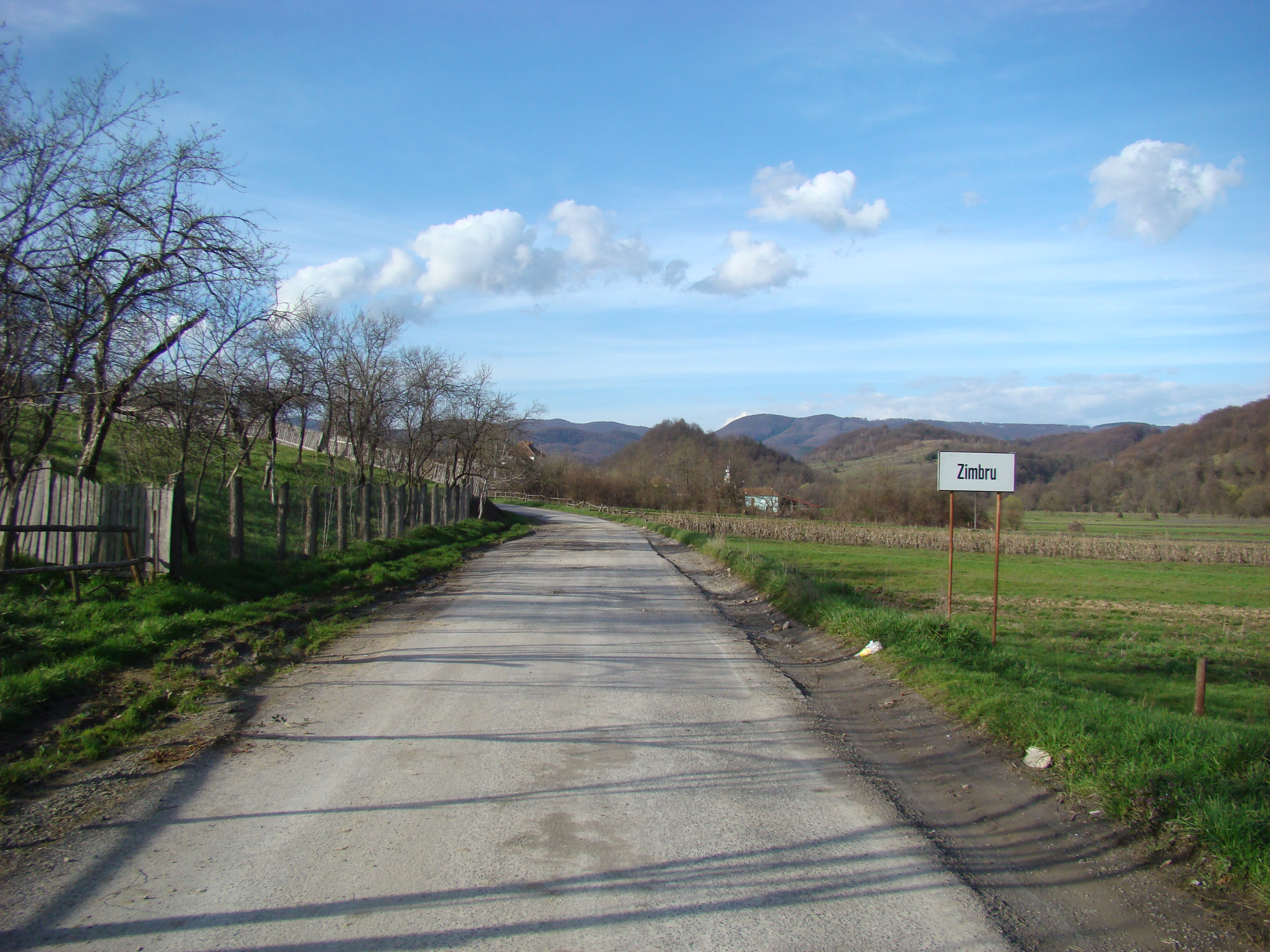
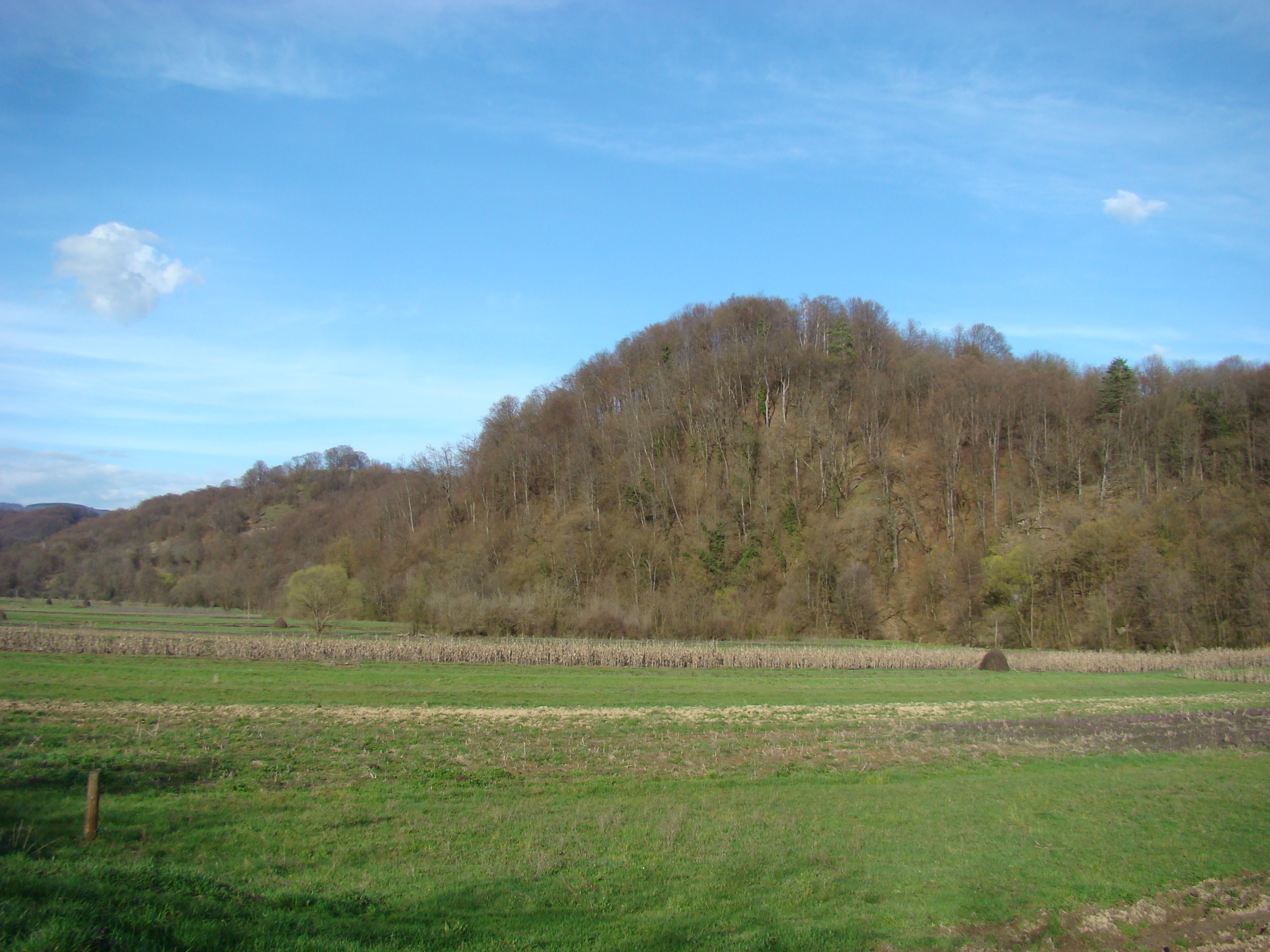
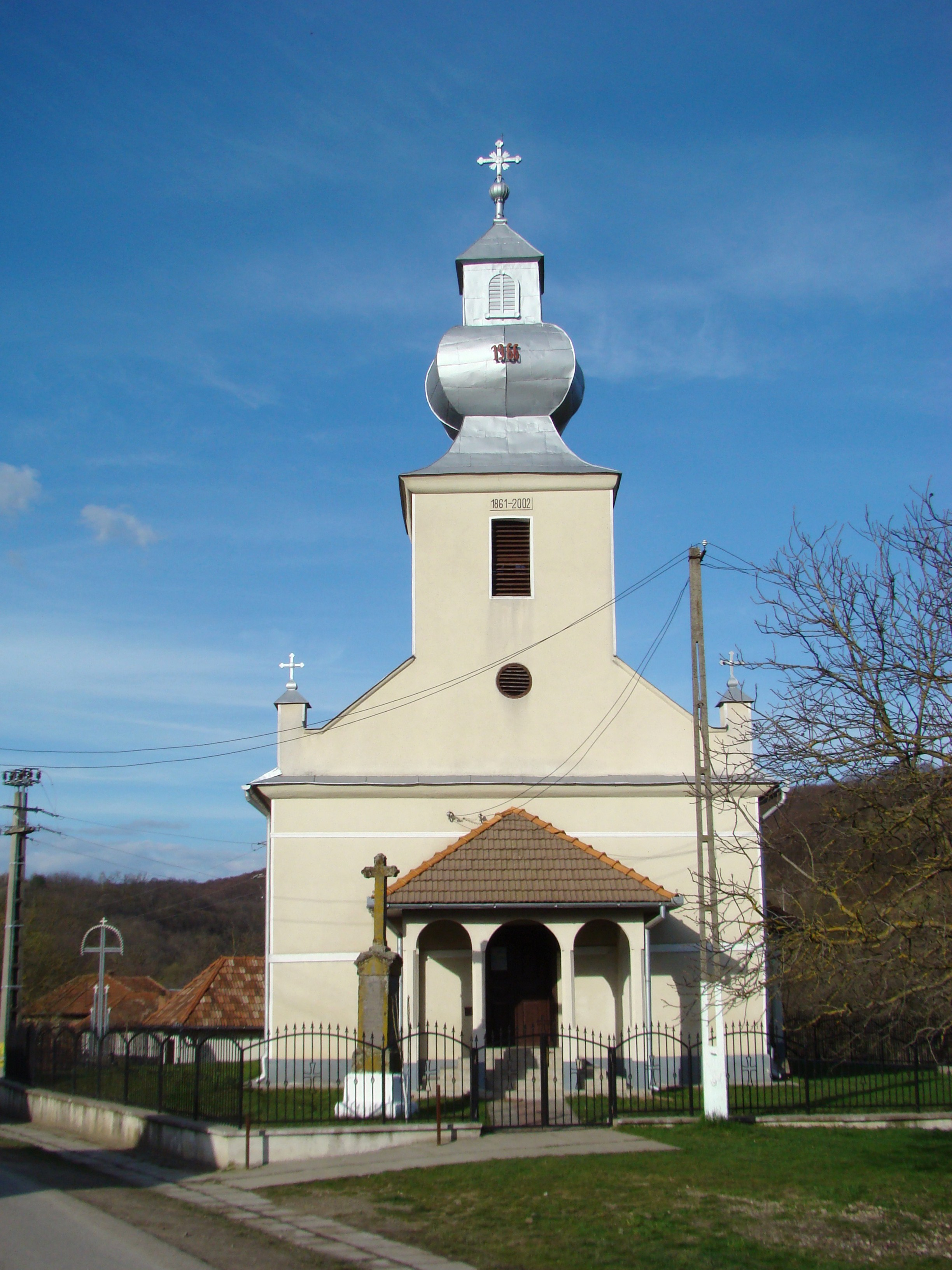
Biserica „Sfinții Arhangheli Mihail și Gavriil” (1867)
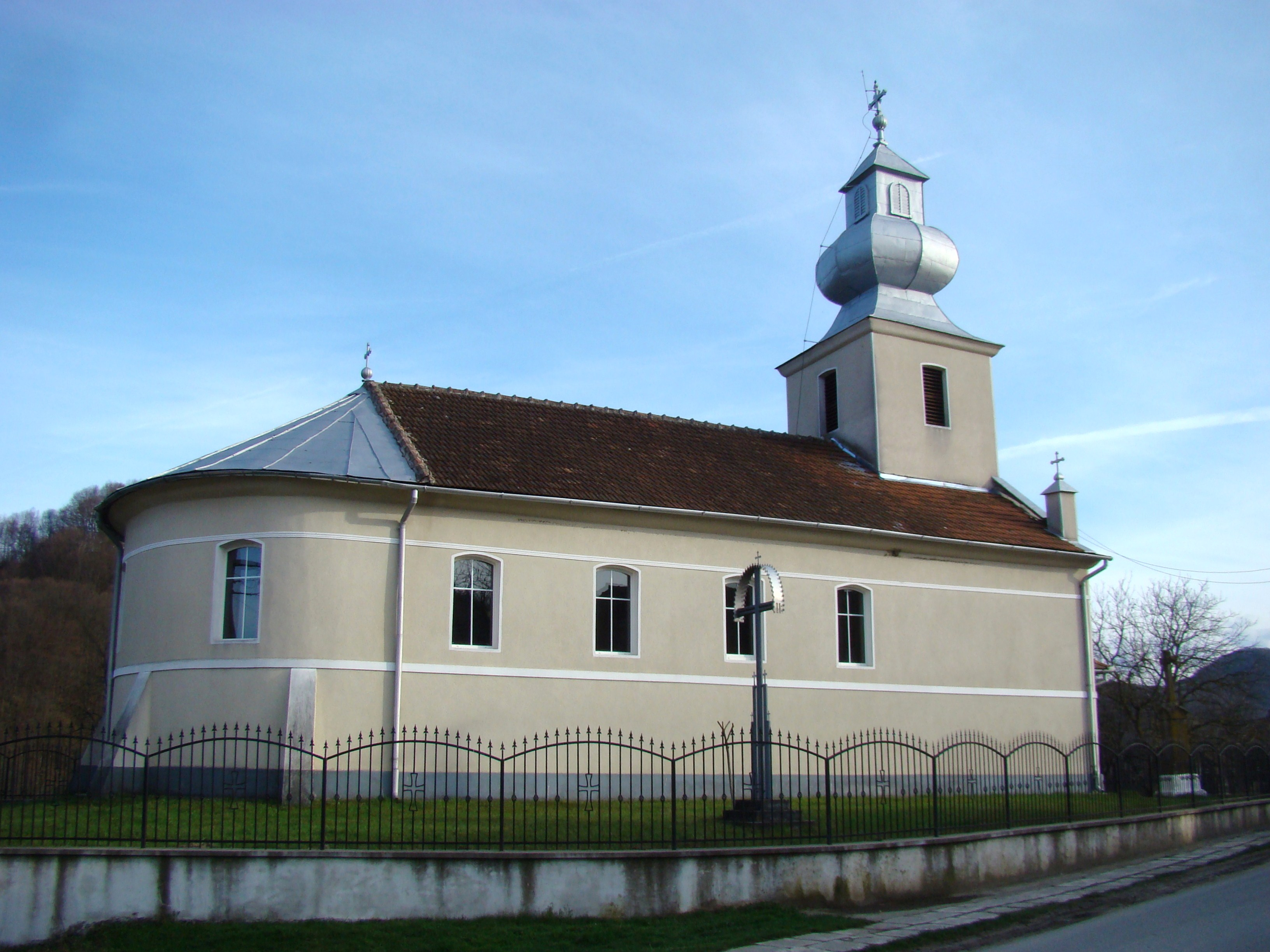
Biserica „Sfinții Arhangheli Mihail și Gavriil” (1867)
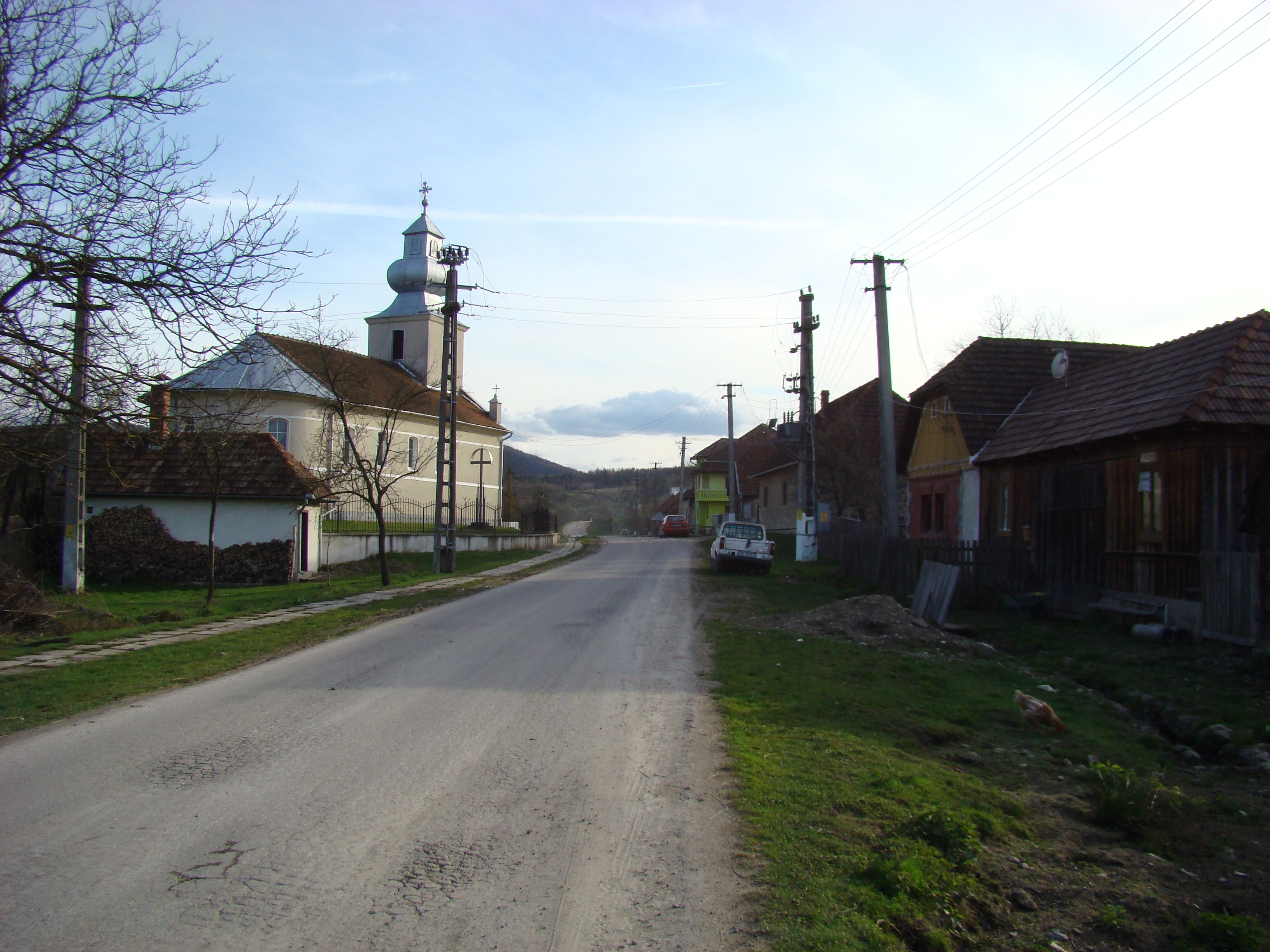
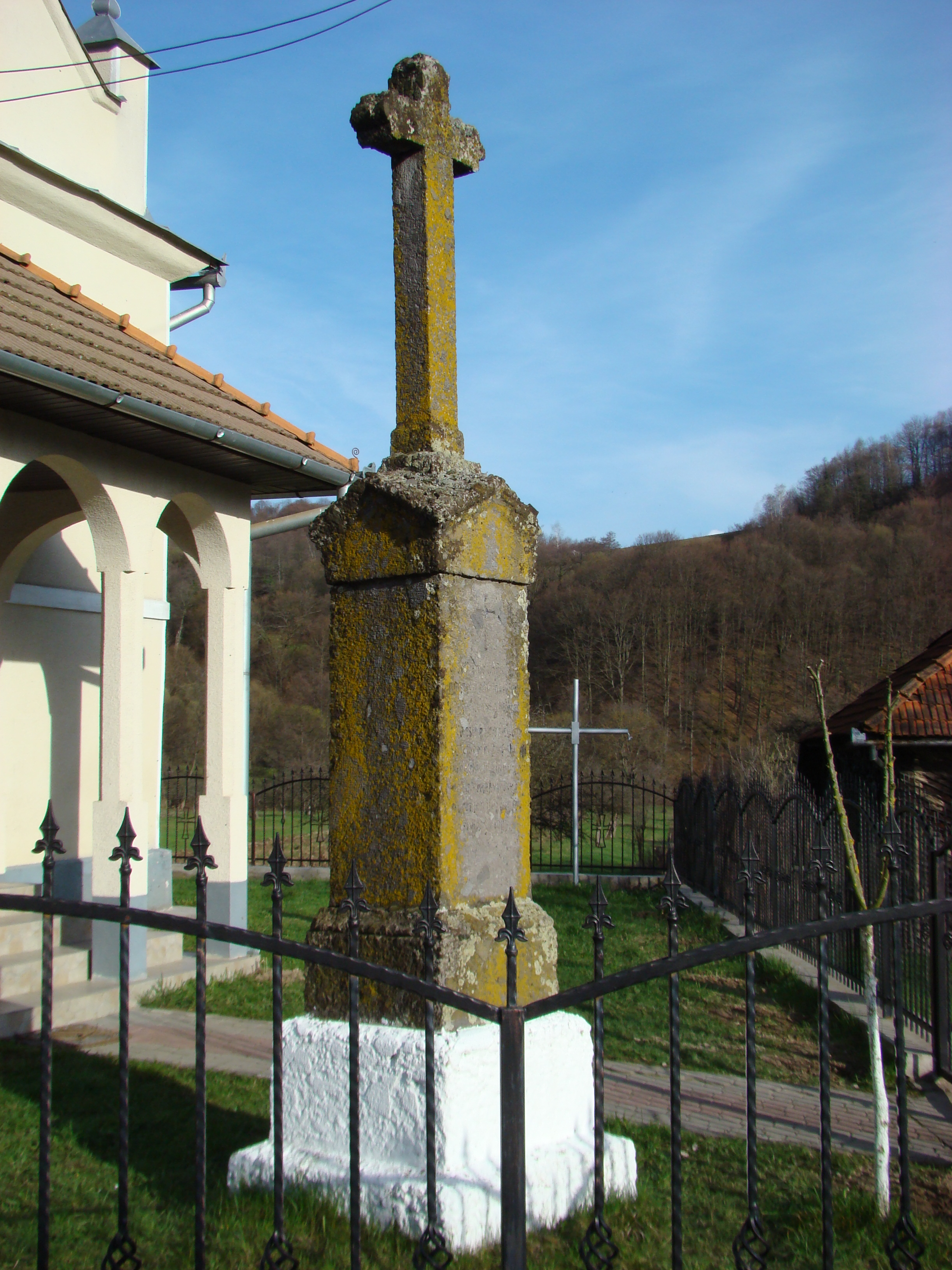
Monumentul Eroilor
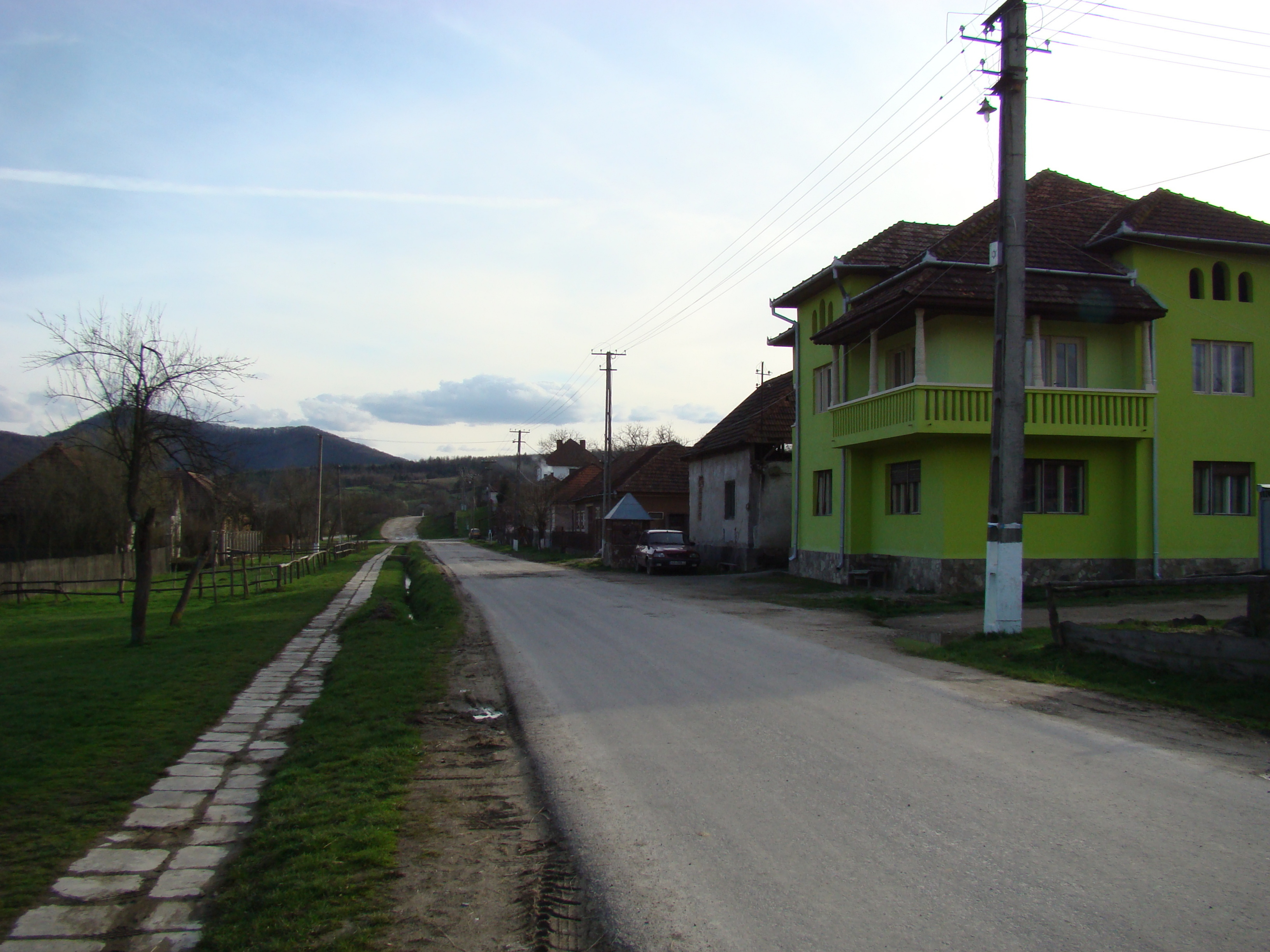